# Heiligenvogt

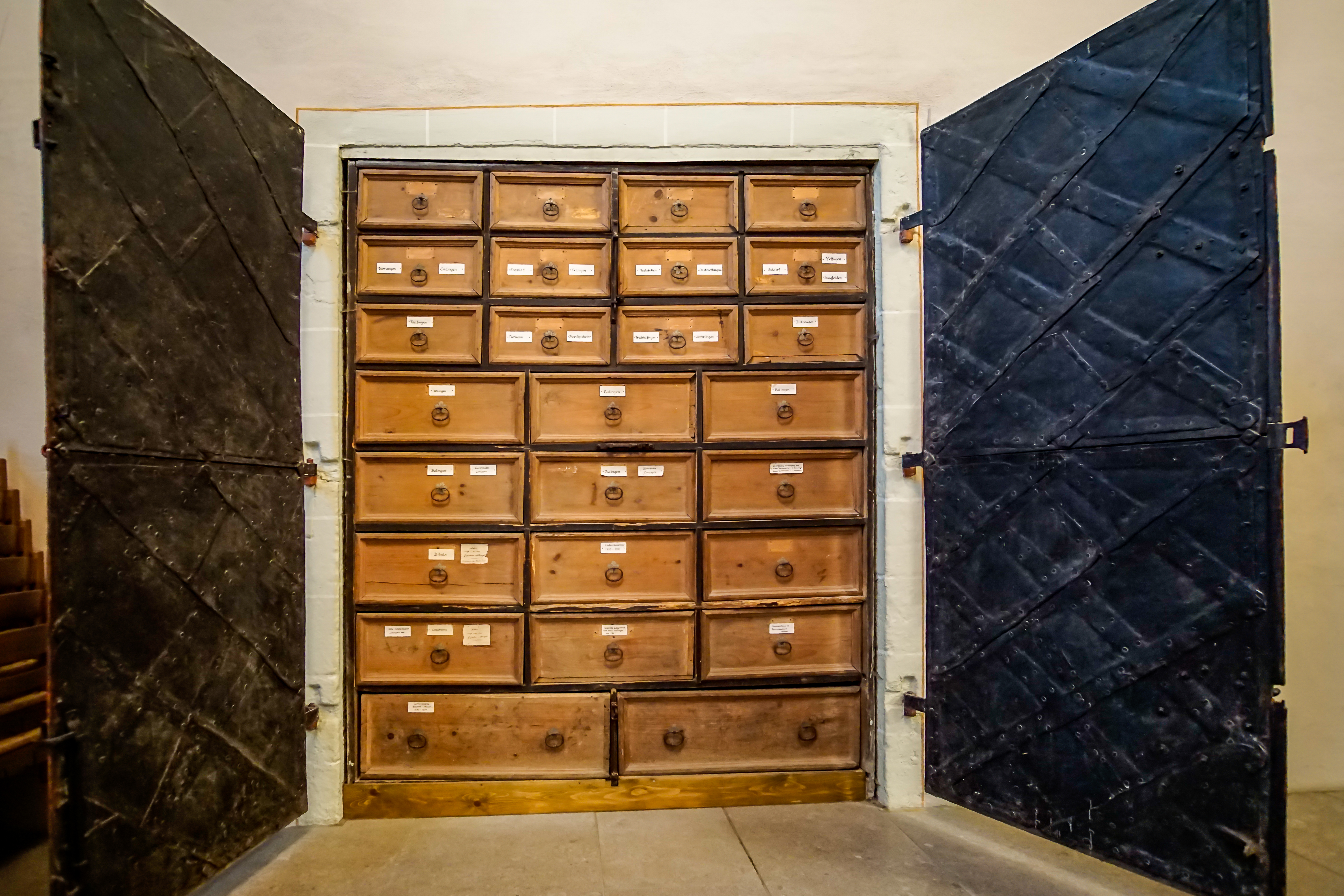
Archiv des Heiligenvogts im Chor der Stadtkirche Balingen

Der Heiligenvogt, bis August 1650 als Heiligeninspektor bezeichnet, löste im württembergischen Amt Balingen nach der Reformation, spätestens aber in der Zeit zwischen 1569 und 1600 den Heiligenpfleger ab. Er verwaltete das Kirchenvermögen aller Gemeinden des Balinger Amtes, ausgenommen Balingen selbst, und residierte 1778 bis 1800 in einem eigenen Amtsgebäude in Balingen, der Heiligenvogtei. Die älteste für ihn bekannte Dienstanweisung – in den Quellen „Staat und Ordnung“ genannt – stammt aus dem Jahr 1607. Zu den Aufgaben der Heiligenvogtei gehörten die Unterhaltung der Pfarrhäuser, Kirchen und Schulen und die Versorgung der Armen. Die Heiligenvogtei wurde 1827 aufgelöst.

## Bedeutung
Im benachbarten Amt Rosenfeld, im Amt Tuttlingen und wohl auch im Amt Dornstetten waren die einzelnen Landorte in gleicher Weise in einer Heiligenvogtei verbunden, während eine solche Einrichtung in anderen Ämtern Altwürttembergs nicht existierte. Hier hatte jeder Ort eine eigene Heiligenpflege. Vom Zusammenschluss der Gemeinden des Amts Balingen war die Amtsstadt selbst ausgenommen. Sie hatte die Ausstattung des Heiligen dem Spital zugewiesen. Aus dem Gesamtvermögen der Heiligenvogtei sollten die Bedürfnisse der einzelnen Orte gedeckt werden. Vor dem Gedanken, dass der Stärkere dem Schwächeren helfen müsse, sollte eine bessere Bewältigung der Aufgaben gewährleistet werden. Das Gesamtvermögen der Heiligenvogtei reichte dafür mit der Zeit nicht aus, so dass die Gemeinden Mittel zusteuern oder sogar vorschießen mussten, die sie nur zum Teil ersetzt bekamen. Positiv wird in der Geschichte des Volksschulwesens in Altwürttemberg (1927) vermerkt, nach einer  Zusammenstellung von 1735 habe es im Gebiet der Heiligenvogtei Balingen mit 22 Orten nur 3 ohne Schulhaus gegeben.

## Konstitutive Mängel

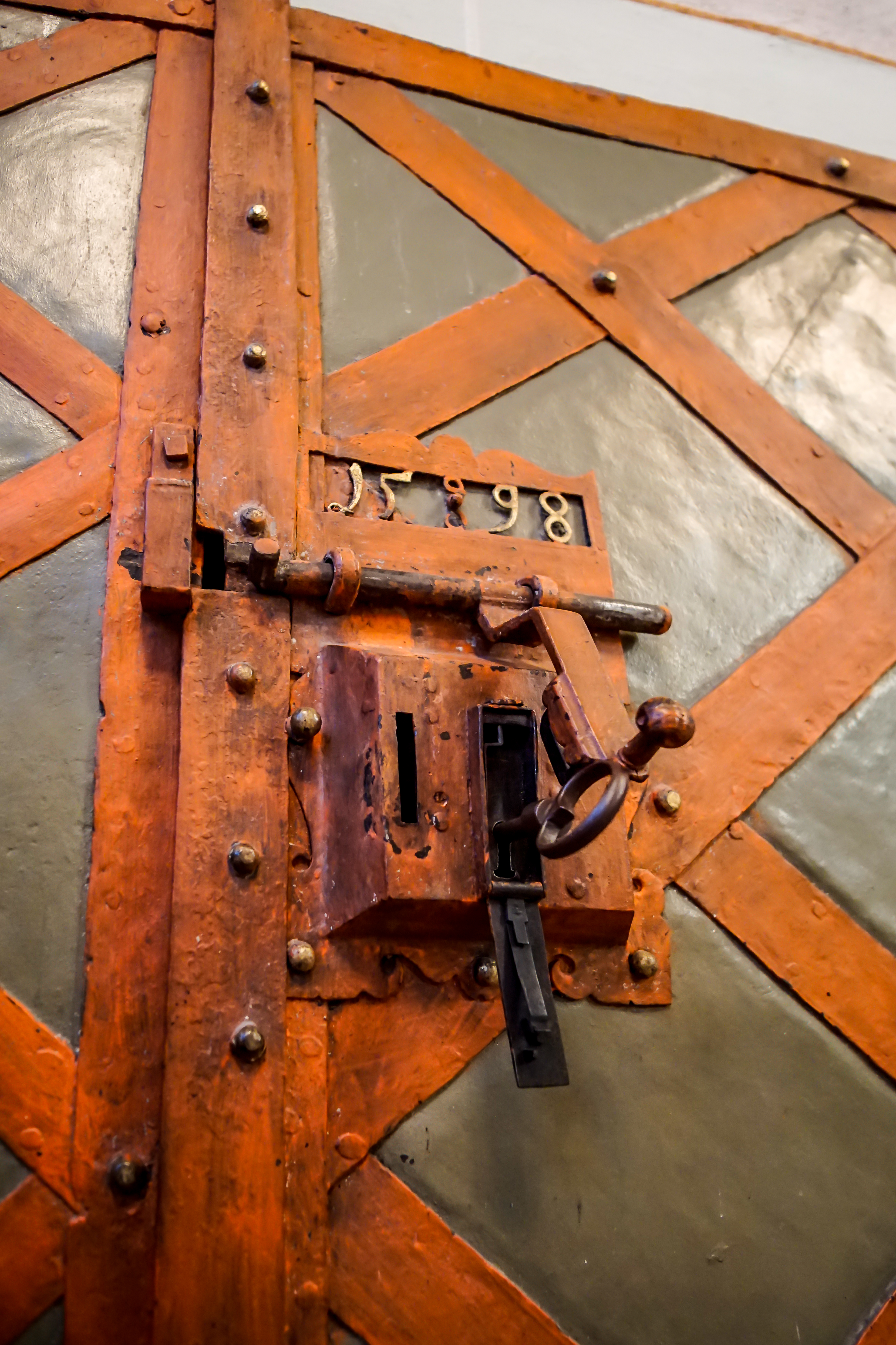
Schloss der Archivlade

Die beteiligten Gemeinden waren mit der Umständlichkeit und Kostspieligkeit des Amtes früh unzufrieden. Dies zeigen zahlreiche Beschwerden über das persönliche Verhalten der Heiligeninspektoren. Dabei fiel weniger der Aufwand für dessen Besoldung als laufende und einmalige Baulasten ins Gewicht, wobei  auch der Ankauf der Heiligenvogteiwohnung 1778 zu den größeren Ausgaben gehörten. Es handelte sich also eher um ein obrigkeitliches Regulativ als um einen freiwilligen Zusammenschluss. Dies zeigt auch die Art der Ernennung der Heiligeninspektoren. Um 1620 wurde der Heiligenvogt vom (adligen) Obervogt, dem Spezial und dem Untervogt ernannt, vom Kirchenrat geprüft und im Oberrat bestätigt und beeidigt. Erst 1705 waren auch „sämtliche Dorfvögte“ und der an sich nicht beteiligte Bürgermeister sowie das Gericht der Stadt Balingen an seiner Ernennung beteiligt. Die Ernennung eines Bewerbers erfolgte auch jetzt nicht freiwillig, sondern auf herzoglichen Befehl und für den Fall der Erledigung der Stelle mussten gleich drei weitere personelle Alternativen in Stuttgart benannt werden. Obwohl der lokale Heiligenunterpfleger ebenso wie der Heiligenvogt einen Schlüssel zur „Kasse“ besaß, die nur mit beiden Schlüsseln geöffnet werden konnte, blieb sein Verhältnis zum Heiligenvogt untergeordnet. Er wurde in den Quellen als „Diener“ oder „Knecht“ bezeichnet. Und nur von Zeit zu Zeit traten die beteiligten Gemeinden zu einer Heiligenvogteiversammlung zusammen.

## Inventar
Das Archiv der Heiligenvogtei, ein mit schweren Eisentüren versehener Wandschrank, war in Balingen im Chor der Stadtkirche untergebracht. Er diente der Aufbewahrung von Urkunden, Lagerbüchern und Jahresrechnungen. Die Unterlagen der Heiligenvogtei befinden sich heut als Teil des Dekanatsarchivs Balingen (Bestand F 5) im Landeskirchlichen Archiv Stuttgart.